# Helge Klassohn
Helge Klassohn (* 25. April 1944 in Riga, Reichskommissariat Ostland) ist ein evangelischer Theologe und war von  1994 bis 2008 Kirchenpräsident der Evangelischen Landeskirche Anhalts mit Sitz in Dessau.

## Leben und Wirken
Helge Klassohn kam als zweites Kind des Journalisten Carl Klassohn und der Lehrerin Erika Klassohn geb. von Baehr zur Welt. Nach der Flucht lebte die Familie zuerst in Groß Kreutz bei Brandenburg (Havel) und dann ab 1953 in Mahlow bei Berlin. Von 1958 bis 1961 besuchte Klassohn das Eckener-Gymnasium in Berlin-Mariendorf und war nach dem Mauerbau 1961 in den Staatlichen Museen zu Berlin tätig. 1963 machte er das Abitur an der Abendhochschule in Berlin.
An der Humboldt-Universität Berlin studierte Helge Klassohn von 1963 bis 1968 Theologie und absolvierte danach das Vikariat in Berlin-Friedrichsfelde. Ein Predigerseminar-Aufenthalt in Wittenberg schloss sich an.
Nach dem Zweiten Theologischen Examen war Klassohn zunächst Pfarrer im Hilfsdienst in Schönfeld (Uckermark), danach von 1971 bis 1975 Assistent für Praktische Theologie an der Universität Greifswald.
Von 1975 bis 1988 war Klassohn Pfarrer und nebenamtlicher Klinikseelsorger in Teupitz bei Königs Wusterhausen, außerdem mehrere Jahre Kreisjugendpfarrer. 1988 ging er als Gemeindepfarrer nach Röddelin und Beutel (Uckermark), um gleichzeitig das Amt eines Studienleiters am Pastoralkolleg in Templin zu übernehmen.
Im November 1994 wurde Helge Klassohn von der Landessynode der Evangelischen Landeskirche Anhalts zum Kirchenpräsidenten in der Nachfolge von Dr. Eberhard Natho gewählt. Zusätzlich zu diesem Amt, dem in anderen Landeskirchen das Bischofsamt gleichsteht, übernahm er eine Pfarrstelle an der St.-Georgen-Kirche zu Dessau.
Am 13. Dezember 2008 wurde er als Kirchenpräsident in einem Gottesdienst in den Ruhestand verabschiedet. Sein Nachfolger wurde Joachim Liebig.
Helge Klassohn ist verheiratet mit einer Zahnmedizinerin aus Borgsdorf bei Berlin.

## Andere Tätigkeiten/Funktionen
In seiner Amtszeit in Röddelin bzw. Templin war Helge Klassohn Mitglied der Landessynode der Evangelischen Kirche Berlin-Brandenburg, Vorsitzender des Ständigen Theologischen Ausschusses der Synode sowie Mitglied im Stasi-Überprüfungsausschuss.
In seinem Amt als Kirchenpräsident ist er Vorsitzender des Landeskirchenrates und der Kirchenleitung der Anhaltischen Landeskirche und somit geistlicher Leiter der Kirche.
Von 1997 bis zu ihrer insolvenzbedingten Auflösung 2004 war Helge Klassohn Präsident der Evangelischen Haupt-Bibelgesellschaft im Bereich der Evangelischen Kirche der Union (EKU), war von 1998 bis 2000 Vorsitzender des Rates der EKU, seit 1996 Vorsitzender der Arbeitsgemeinschaft der Leitenden Geistlichen-Ost der Evangelischen Kirche in Deutschland (EKD) und seit 1995 stellvertretender Vorsitzender des Arbeitsausschusses der Kirchenkonferenz der EKD.
Im Sommer 2007 wurde Klassohn als Nachfolger von Klaus Wollenweber Beauftragter des Rates der EKD für Aussiedlerfragen. In dieser Aufgabe war er bis 2015 tätig.

## Auszeichnungen
Im Dezember 2018 wurde ihm die Ehrenplakette des Bundes der Vertriebenen verliehen.